# John Morgan (bispo de São David)
John Morgan foi um padre medieval na Inglaterra e no País de Gales.
Morgan foi educado na Universidade de Oxford, graduando-se em LL. D. Ele foi decano de Windsor de 1484 a 1496 e bispo de São David de 1496 até à sua morte em 1504.